# Emilio Álvarez
Emilio Wálter Álvarez Silva (Montevideo, 1939. február 10. – Montevideo, 2010. április 22.) uruguayi labdarúgó.
Két világbajnokságon szerepelt, 18-szoros válogatott hátvéd volt.

## Sikerei, díjai
- Uruguayi bajnok (4): 1963, 1966, 1969, 1970